# Huangxu, Anhui
Huangxu (kinesiska: 黄圩) är en köping i östra Kina. Den ligger i Si härad i staden Suzhou i provinsen Anhui, omkring 210 kilometer norr om provinshuvudstaden Hefei. Antalet invånare är 55946. Befolkningen består av 27 906 kvinnor och 28 040 män. Barn under 15 år utgör 20,0 %, vuxna 15-64 år 68 %, och äldre över 65 år 10,0 %.